# Kantele (bok)
Kantele är en diktsamling av Stina Aronson från 1949. Boken utkom i två upplagor under 1949 och 1950.